# برلینر جویس ایکس‌اف‌جی
برلینر جویس ایکس‌اف‌جی (به انگلیسی: Berliner-Joyce_XFJ) یک هواگرد ملخ‌پیشین تک‌موتوره از نوع جنگنده ناونشین ساخت شرکت Berliner-Joyce Aircraft است. هواگرد برلینر جویس ایکس‌اف‌جی نخستین پروازش را در ۲۲ مه ۱۹۳۱ میلادی انجام داد.